# Wilhelm Oswald Lohse

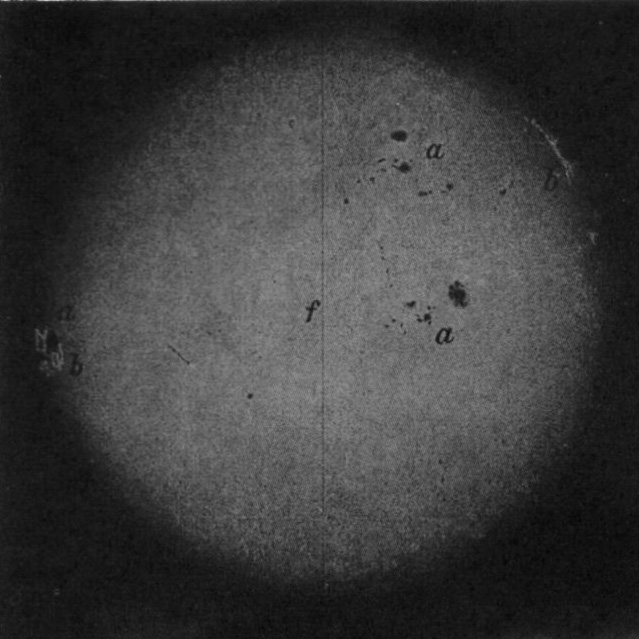
Foto der Sonne von Wilhelm Oswald Lohse

Wilhelm Oswald Lohse (* 13. Februar 1845 in Leipzig; † 14. Mai 1915 in Potsdam) war ein deutscher Astronom.
Lohse war der Sohn eines Handwerksmeisters in Leipzig. Nach dem Besuch von Leipziger Schulen ging er zum Polytechnikum in Dresden. Später wechselte er an die Universität Leipzig, wo er bereits 1865 promovierte.
1870 arbeitete er als Assistent von Hermann Carl Vogel an der privaten Sternwarte Bothkamp des Kammerherrn von Bülow bei Kiel. Hier beschäftigte er sich mit der Spektroskopie und der Astrofotografie.
1874 folgte er, gemeinsam mit Vogel, einem Ruf an das Astrophysikalische Observatorium Potsdam (heute Astrophysikalisches Institut Potsdam), das zu diesem Zeitpunkt allerdings noch nicht fertiggestellt war. Zwischenzeitlich arbeitete er an der Berliner Sternwarte. 1877 wurde die Sternwarte des Potsdamer Instituts in Betrieb genommen. 1882 wurde Lohse dort zum „Observator“, später zum „Hauptobservator“ ernannt.

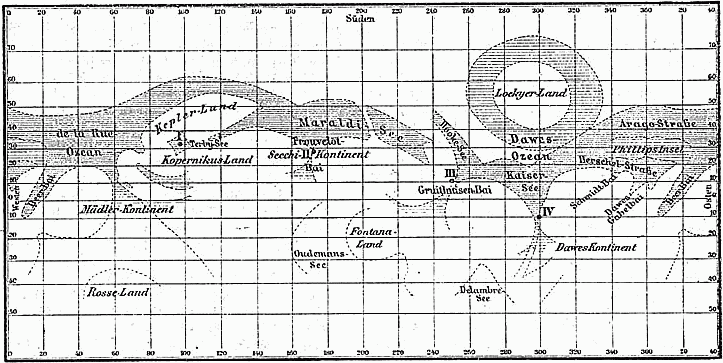
Marsoberfläche nach Lohse (1888). Die Bezeichnungen für die „Seen“ und „Ozeane“ sind heute nicht mehr gebräuchlich

Lohse führte insbesondere Beobachtungen der Planeten Mars und Jupiter durch und fertigte eine detaillierte Marskarte an. Darüber hinaus beobachtete er Doppelsterne, worüber er 1909 eine Abhandlung veröffentlichte. Er führte spektroskopische Untersuchungen an Sternen durch, wobei er das Spektrum der Sterne mit den Spektrallinien von Metallen verglich, die er im Labor zur Emission von Licht anregte.
Lohse verstarb 1915 nach längerer Krankheit in Potsdam.
Zu seinem Gedenken wurden die Krater Lohse auf dem Erdmond und Lohse auf dem Mars nach ihm benannt.